# 一雫
「一雫」（ひとしずく）は、日本のガールズロックバンド・ZONEのメジャー6作目（通算7作目）のシングル。

## 概要
- 前作「夢ノカケラ…」から約5ヶ月ぶりのシングル。
- 表題曲はアニメ映画『アイス・エイジ』の日本語版イメージソングに起用され、初の映画のタイアップを手掛けた。
- オリコン初登場3位を獲得。2作連続、通算3作目のトップ3入りを果たした。

## 収録曲
1. 一雫 [4:13]
作詞：町田紀彦
作曲：羽岡佳
編曲：長岡成貢
2. 一緒にいたかった [4:48]
作詞・作曲：櫻井真一
編曲：高橋KATSU
3. 一雫 (backing tracks) [4:13]
作曲：羽岡佳
編曲：長岡成貢
表題曲のバッキングトラックバージョン。
4. 一緒にいたかった (backing tracks) [4:45]
作曲：櫻井真一
編曲：高橋KATSU
カップリング曲のバッキングトラックバージョン。

## タイアップ
- 20世紀フォックス配給アニメ映画『アイス・エイジ』日本語版イメージソング

## 収録アルバム
- O (#1)
- E 〜Complete A side Singles〜 (#1)
- ura E 〜Complete B side Melodies〜 (#2)
- ZONEトリビュート〜君がくれたもの〜 (Disc2 #1,2)

## カバー
一雫
- Friends - 2009年発売のアルバム『BEST FRIENDS』に収録。
- やなぎなぎ - 2011年8月10日発売のアルバム『ZONEトリビュート〜君がくれたもの〜』に収録[1]。